# Michael Ponti
Pour les articles homonymes, voir Ponti (homonymie).
Michael Ponti, né le 29 octobre 1937 à Fribourg-en-Brisgau et mort le 17 octobre 2022 à Garmisch-Partenkirchen, est un pianiste et concertiste américain.

## Biographie
Fils de diplomate et journaliste américain, Michael Ponti est né en 1937 à Fribourg en Brisgau en Allemagne, mais il vit la majeure partie de sa vie aux États-unis. Il étudie le piano à Washington de 1954 à 1955 avec Gilmour McDonald, un élève du virtuose Leopold Godowsky. Il se perfectionne ensuite en Allemagne avec Erich Flinsch (ancien élève et assistant d'Emil von Sauer) au Conservatoire de Francfort, de 1955 à 1961. En 1959, il est second au concours de Genève et en 1964, Michael Ponti remporte le premier prix du Concours Busoni en Italie. 
Peu de temps après, il fait ses débuts à Vienne dans le second concerto pour piano de Bartók, sous la direction de Wolfgang Sawallisch. Depuis, il a effectué des tournées, notamment en Afrique du Sud (1974) et en Australie (1977). La même année, il fonde son propre trio, avec le violoniste Robert Zimansky et le violoncelliste Jan Polasek.

## Enregistrements
Michael Ponti est célèbre pour la variété de ses enregistrements, « véritable encyclopédie du piano », notamment du répertoire romantique inconnu pour les labels Vox et Candide. Il a enregistré une série de concertos, dont beaucoup n'avaient jamais été enregistrés avant, et dont certains n'ont jamais été enregistrés depuis, de compositeurs tels que Clara Schumann, Ignaz Moscheles, Charles-Valentin Alkan, Sigismond Thalberg, Moritz Moszkowski et Hans Bronsart von Schellendorff. En outre, il a enregistré l'intégrale des œuvres pour piano de Scriabine, dont une grande partie a été indisponible, alors qu'elle a été depuis enregistrée par Vladimir Ashkenazy, Piers Lane et d'autres. Il a également enregistré l'intégrale de la musique pour piano de Tchaïkovski et Rachmaninov. Sa production s'élève à plus de 80 disques dont une grande partie en CD.
À la fin des années 1990, il est victime d'un accident vasculaire cérébral, paralysant son bras et sa main droite. Malgré de nombreuses rééducations, il a n'a pas pu revenir au niveau interprétatif nécessaire au concert ou à l'enregistrement. Il a cependant donné des concerts de la musique pour la main gauche.